# Vale of Pewsey

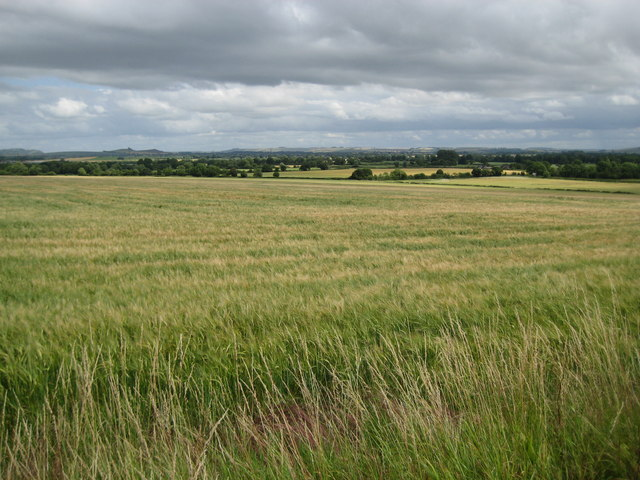
Image de la vallée de Pewsey depuis Etchilhampton

Le Vale of Pewsey (parfois vallée de Pewsey en français) est une région naturelle du Wiltshire, dans le sud de l'Angleterre. Elle fait partie de la Area of Outstanding Natural Beauty des North Wessex Downs (en).

## Géographie
Le Vale of Pewsey constitue une région de plaine comprise entre deux zones d'altitude supérieure : les Horton Downs et le plateau de Savernake au nord, et le plateau de craie de Salisbury Plain au sud. Il mesure une trentaine de kilomètres de long sur cinq de large.
Cette région n'abrite aucune localité majeure. Les grandes villes les plus proches sont Devizes, située à l'extrémité occidentale du Vale, et Marlborough, au nord. Les plus gros villages du Vale sont Pewsey et Burbage, avec respectivement 3 634 et 1 772 habitants en 2011.